# Ankoku Butoh
Ankoku Butoh è il sesto album dei Faith and the Muse.

## Il disco
L'album si ispira prevalentemente alla cultura giapponese e presenta un ritorno alle prime sonorità dopo il distacco avuto con The Burning Season. Presenta inoltre brevi canzoni strumentali, perlopiù molto dolci ed eteree, in netto contrasto ad altre canzoni presenti come Blessed o Nine Dragons. È presente la cover di To Be Continued dei Conflict.

## Tracce
1. The Woman of the Snow – 2:45
2. Kamimukae – 1:08
3. Blessed – 3:56
4. Battle Hymn – 4:24
5. Bushido – 2:38
6. Nine Dragons – 4:35
7. Harai – 1:34
8. When We Go Dark – 4:26
9. The Red Crown – 4:21
10. Kodama – 3:36
11. She Waits by the Well – 4:25
12. Sovereign – 4:26
13. To Be Continued – 3:36

## Componenti
- William Faith - Strumenti vari, voce
- Monica Richards - Strumenti vari, voce